# Meistera masticatorium
Meistera masticatorium là một loài thực vật có hoa trong họ Gừng. Loài này được George Henry Kendrick Thwaites mô tả khoa học đầu tiên năm 1861 dưới danh pháp Amomum masticatorium. Năm 2018, Jana Leong-Škorničková và Mark Newman chuyển nó sang chi Meistera mới được phục hồi.

## Phân bố
Loài này có trong khu vực Kandy thuộc Sri Lanka. Môi trường sống là rừng, ở cao độ đến 1.200 m (4.000 ft).

## Sử dụng
Người Sinhala nhai thân rễ có hương thơm của loài này với trầu không (Piper betle).